# Kärntner Geografisches Informationssystem
Das Kärntner Geografische Informationssystem (KAGIS) versteht sich als das GIS-System des Landes Kärnten. Es untersteht der Abteilung 8 – Umwelt, Energie und Naturschutz, ist jedoch abteilungsübergreifend organisiert, um alle Landesdienststellen einzubinden, die sich mit der Beschaffung, Pflege oder Veröffentlichung geographischer Daten befassen. Gegründet wurde es im Jahr 1991.
Eine Standardisierung der KAGIS Geo-Dienste erfolgt dato im Rahmen der EU-Kommissionsinitiative INSPIRE.

## KAGIS Maps
KAGIS bietet seit dem Jahr 2001 eine webbasierte Kartenapplikation an. KAGIS Maps ist eine, für Gestensteuerung konzipierte Internet-Kartenanwendung. Die Anwendung kann sowohl auf einem Desktop als auch auf mobilen Endgeräten (Tablett oder Handy) verwendet werden. Die Darstellung der Bedienungselemente am Endgerät wird, abhängig von den Anzeigeeinstellungen, automatisch gesteuert.